# Sant Salvador de Bianya
Sant Salvador de Bianya era cap de l'antic municipi homònim, fins que l'any 1969 es va unir al terme municipal de la Vall de Bianya. Durant un breu període (1937-1939) l'antic municipi s'anomenà els Hostalets de Capsacosta. Actualment, aquest veïnat és una entitat de població, amb 75 habitants, majoritàriament disseminats en masies

## Geografia i Història
L'actual entitat de població està situada a la capçalera de la vall de Bianya. Al nord i a l'est limita amb altres parts del municipi de la Vall de Bianya, mentre que al sud, a part de limitar amb terres bianyenques, també limita amb Sant Joan de les Abadesses i amb Sant Pau de Segúries.
El terme està limitat a l'oest per la divisòria de les conques del Ter i del Fluvià, des del Capsacosta al coll de l'Home mort. Pel nord i pel sud també es troba limitat per la serra del Capsacosta, on s'origina l'alta vall de la riera de Bianya. Per tant, Sant Salvador està localitzat en un terreny molt muntanyós, format per molts boscos, amb predomini d'alzines, a les zolanes i roures i pi roig. A part de la riera de Bianya, també hi trobem la riera de Sant Ponç i la de Ferró, que són afluents de l'anterior.
El terme de Sant Salvador és solcat per una antiga via romana: Via Annia, que passa prop de l'església de Sant Salvador i s'enfila pel Capsacosta. Els masos més antics: Toron, Callís, Farró, Pladeveia, Panadís, Juvinària, el Puig, etc. estan documentats a partir del segle xiii o XIV, cosa que no vol dir que no fossin preexistents.
La festa major se celebra per Pasqua Granada.

## Església de Sant Salvador de Bianya
Article principal: Església de Sant Salvador de Bianya
L'origen de la primitiva església, probablement del segle ix, és desconegut. El primer document que l'esmenta és de 1090: Sancti Salvatoris de Biannia, i es tracta d'una devolució de la capellania de Sant Salvador al monestir de Sant Joan les Abadesses. El segon edifici, d'estil romànic, va ser consagrat l'any 1170. Els terratrèmols de 1427-28 el varen destruir completament. L'església fou reedificada uns anys més tard. L'edifici actual, restaurat el 1911 per l'arquitecte Rafael Masó, és d'una sola nau, amb volta de canó i més tard va ser ampliada pels costats. La capçalera est és formada per un absis semicircular que té al centre una finestra ornada amb capitells, columnes i una arcuació. La porta d'entrada està situada al sud, i té un campanar de torre que és bastit sobre la façana oest. Té un altar modernista, projectat per Rafael Masó.